# アドリエン・シウバ
アドリエン・セバスチャン・ペルチェト・ダ・シウバ（Adrien Sebastian Perruchet da Silva, 1989年3月15日 - ）は、フランス・シャラント県アングレーム出身のサッカー選手。元ポルトガル代表。リオ・アヴェFC所属。ポジションはミッドフィールダー。
ドリブルとパス能力に秀でているシウバは、スポルティングCPでキャリアをスタートさせ、18歳でトップチームデビュー。在籍10年間で237試合に出場、39ゴールを挙げ、複数回のタッサ・デ・ポルトガル制覇に貢献した。その後イスラエルのマッカビ・ハイファや母国クラブのアカデミカ・コインブラに期限付き移籍し、イスラエル・プレミアリーグ優勝など経験した。2018年にレスター・シティと契約し、その後はASモナコに2度の期限付き移籍をした。
フランス生まれのシウバは、21歳以下のポルトガル代表として13キャップを記録。2014年にA代表デビューを果たすと、その後はUEFA EURO 2016と2018 FIFAワールドカップに出場し、前者では優勝を果たした。

## クラブ経歴

### 初期の経歴
フランスのアングレームで、ポルトガル人の父親とフランス人の母親の間に生まれた。10歳の時に、ボルドーの下部組織に加入しサッカーを始めたが、1年後に航空業界で働いていた父親の仕事のためにポルトガルに移り、アルコス・デ・ヴァルデヴェスに住んだ。地元のAssociação Recreativa e Cultural de Paçôというチームに2年間所属した。のちに、チームはシウバの功績を称えて、ARCPaçô-アドリエン・シウバ・トーナメントを毎年6月に開催するようになった。
その後、スポルティングCPの下部組織に6年間在籍し、4度の全国選手権優勝と3度の地方選手権優勝を果たした。15歳の時にチェルシーにスカウトされ、2005年1月にU-16ポルトガル代表でチームメイトだったリカルド・フェルナンデスとファビオ・フェレイラらと共にチェルシーの練習に参加した。スポルティングは、チェルシーが正しい手順を踏んでいないとしてFIFAに訴えてシウバはスポルティングに残留したが、フェルナンデスとフェレイラはチェルシーに加入した。

### スポルティングCP
2007年3月、スポルティングと初のプロ契約となる5年契約を締結した。シーズンの残り2か月間をリザーブチームで過ごした後、7月にパウロ・ベント監督によって正式にトップチームに昇格した。8月17日、プリメイラ・リーガのアカデミカ・コインブラ戦に途中出場しプリメイラ・リーガデビューを果たした。リーグ戦や欧州カップ戦で何度か途中出場した後、12月12日のチャンピオンズリーグのディナモ・キーウ戦でプロ初となる先発出場を果たした。その4日後のマリティモ戦でリーグ戦初先発を果たした。UEFAカップ・ラウンド16のボルトン戦は、1stレグと2ndレグの両試合に出場した。2008年4月16日、タッサ・デ・ポルトガル準決勝のベンフィカ戦に出場したが35分間のプレーで交代し、このシーズン15試合に出場した。
デビューシーズンと同様に2008-09シーズンも苦戦を強いられた。2008年11月22日、ナヴァル戦では途中出場して16分間プレーした。タッサ・デ・ポルトガルのマリティモ戦でシーズン初先発を果たした。UEFAチャンピオンズリーグ・ラウンド16のバイエルン・ミュンヘン戦2ndレグでも先発出場した。このシーズンは公式戦19試合に出場し、エストレラ・アマドーラ戦とCDナシオナル戦はフル出場を果たした。
UEFAヨーロッパリーグのヘルタ・ベルリン戦でプロ初得点を記録したが、この試合では2枚のイエローカードを受けて退場処分となった。2009年11月28日、ベンフィカとのリスボンダービーでは、10,049メートルを走り、スポルティングの選手の中で最も長い走行距離であったため、ポルトガルのメディアで取り上げられた。その後、カルロス・カルヴァリャル監督によって15試合の内13試合に先発出場したが、最終的にスポルティングは勝点48の4位に終わり、1992-93シーズン以来の最悪の結果に終わった。
2010年6月27日、マッカビ・ハイファにレンタル移籍することが発表された。この移籍はテルアビブに拠点を置く代理人のピニ・ザハヴィによって進められた。7月29日、UEFAヨーロッパリーグ予選のディナモ・ミンスク戦で移籍後初出場を果たした。リーグ戦ではあまり出場機会が無かったが、カップ戦では出場機会が多かった。
2011年1月、出場機会を得るためにポルトガルに戻ることを検討していると報じられた。1月16日、スポーツ新聞の『A Bola』で「ポルトガルに戻ることは、とても良い選択肢だ。イスラエルでは大きな可能性が無い。」と語った。3日後、アカデミカ・コインブラに6ヶ月間のレンタルで移籍した。オリャネンセ戦でアカデミカでのデビューを果たし、この試合でゴールも挙げた。3月のレイリア戦で右足の第5中足骨を骨折して残りのシーズンを欠場した。
2011年7月5日、アカデミカへのレンタル移籍が2011-12シーズン終了まで延長された。負傷から復帰して、9月26日のフィレンセ戦では初となる1試合2得点を記録した。11月19日、タッサ・デ・ポルトガル4回戦のポルト戦ではゴールを挙げて、勝利に貢献した。ラウンド16のレイションイス戦では2ゴールを挙げた。決勝戦のスポルティングCP戦ではフル出場し、チームは1-0で勝利した。アカデミカは73年ぶりにタッサ・デ・ポルトガルを制した。

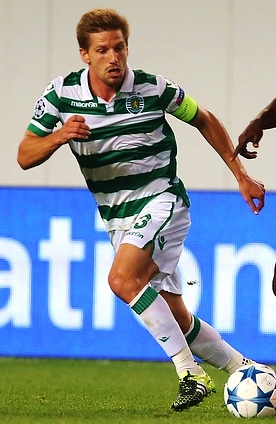
2015年8月、スポルティングCPでプレーするシウバ

スポルティングに復帰すると、2013年11月28日にクラブの年間最優秀選手に選出された。2014-15シーズンはキャリア最多となる公式戦10得点を記録し、チームのタッサ・デ・ポルトガル優勝に貢献した。

### レスター・シティ
2017年8月31日にスポルティングCPは、シウバが移籍金2200万ポンドでレスター・シティに移籍する事に合意した。しかし、この移籍に関する書類がFIFAに届いたのが期限の14秒後だったために、次の移籍期間までレスターでプレーする資格が無い状態となってしまった。2018年3月に『ガーディアン』のインタビューで、訴えにも関わらず、FIFAが自身の出場を認めないことは非常に悪い決定だったと語った。2018年1月1日に正式に選手登録が行われ、同じ日のハダースフィールド・タウン戦でデビューを果たした。背番号は14番と着用した。1月20日、ワトフォード戦では、89分にジェイミー・ヴァーディとの交代で途中出場するとアディショナルタイムにリヤド・マフレズのゴールをアシストした。クロード・ピュエル監督の信頼を得ることができず、2018年8月10日の開幕戦で先発出場して以降は先発出場しておらず、公式戦5試合の出場に留まり、9月22日以降はリーグ戦でベンチ入りすることも無かった。

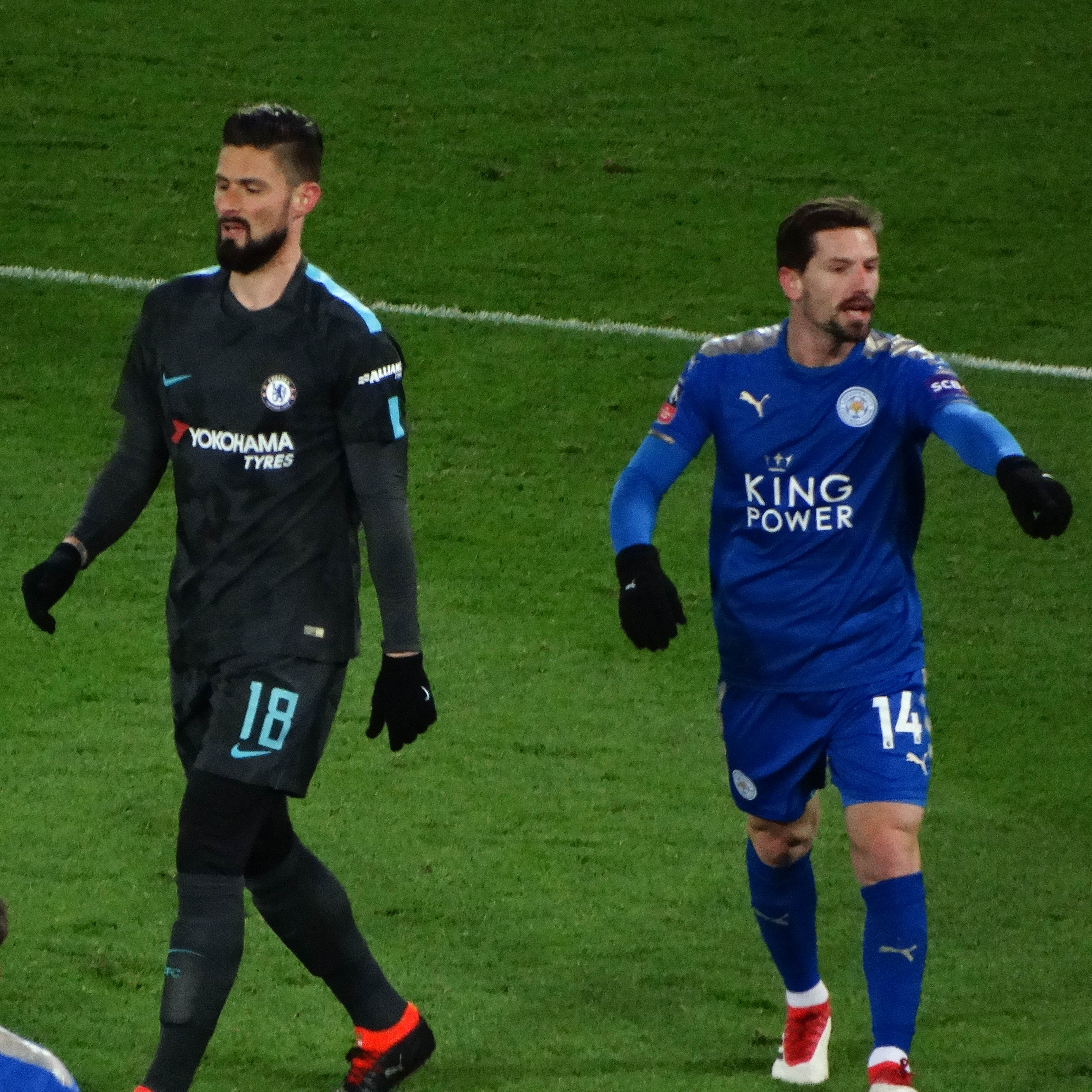
2018年3月、FAカップのチェルシー戦でのシウバ（右）

2019年1月31日、同じポルトガル出身のレオナルド・ジャルディムが監督を務めるASモナコにシーズン終了までのレンタルで移籍し、モナコからはユーリ・ティーレマンスがレスターに移籍した。2月2日、リーグ・アンのトゥールーズ戦にジェルソン・マルティンスとの交代で途中出場し、デビューを果たした。
2019-20シーズンの開幕前、レスターの監督が代わったものの構想外が続いたため、2019年8月23日に再びASモナコにレンタル移籍した。

### サンプドリア
2020年10月3日、UCサンプドリアと2年契約を結んだ。

### アル・ワフダ
2022年1月4日、アル・ワフダ・アブダビに2年契約で移籍した。

### リオ・アヴェ
2023年にアル・ワフダを退団した後は無所属の状態が続いていたが、2024年1月30日、母国ポルトガルのリオ・アヴェに半年間の契約で加入した。

## 代表経歴

### 年代別代表

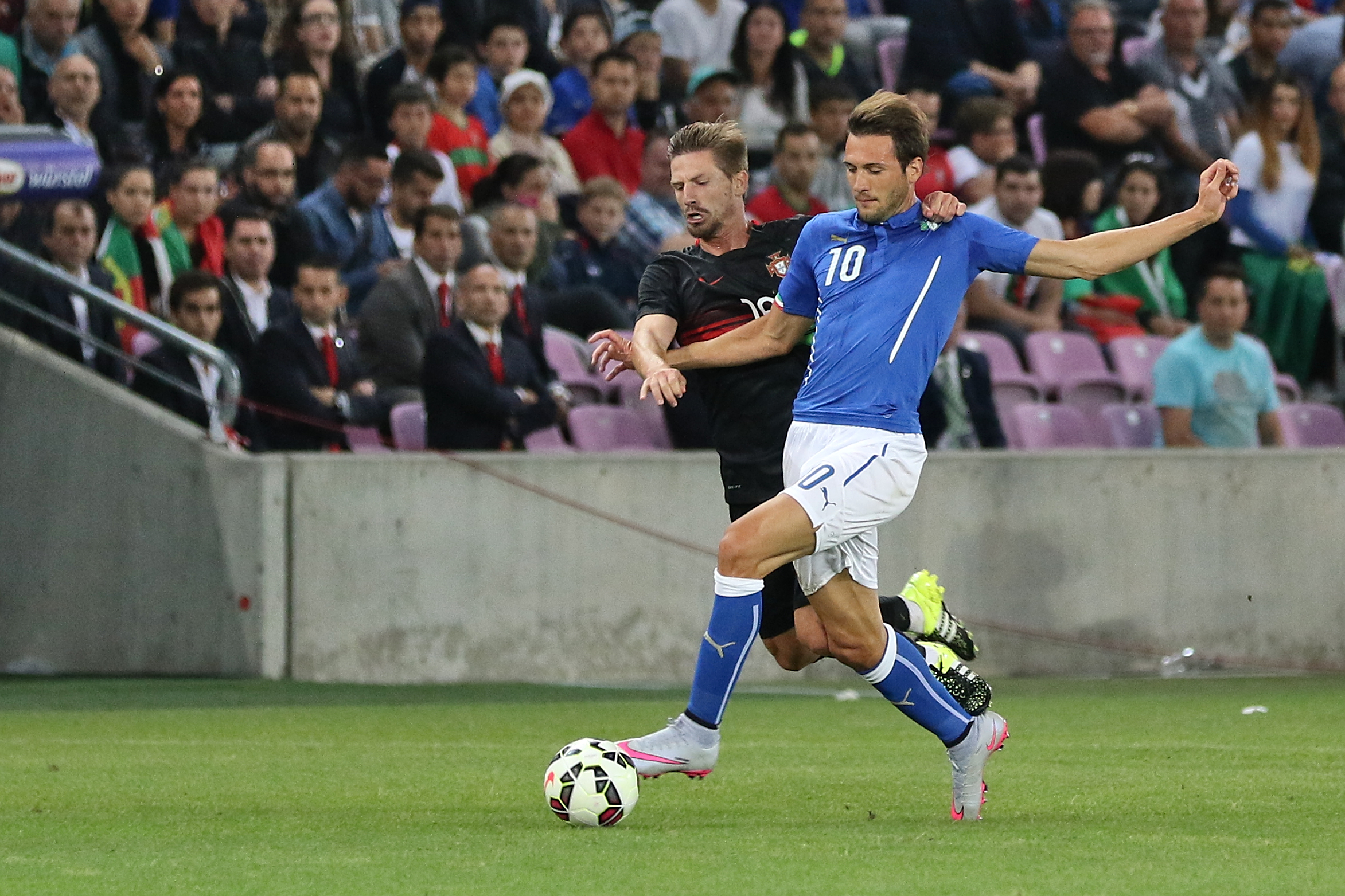
2015年6月、イタリア代表戦でフランコ・バスケスと競り合うシウバ

フランスで生まれたが、ポルトガル代表でプレーすることを選択した。U-16代表ではTournoi du Val-de-Marneに出場し、グループリーグの3試合に出場したが、チェルシーへの不正な練習参加によってポルトガルサッカー連盟より出場停止処分を受けた。U-17代表では、2007年のUEFA U-17欧州選手権の出場権獲得を目指していたチームでレギュラーとしてプレーしたが、予選で敗退した。
2007年1月30日、UEFA-CAFメリディアンカップのヨーロッパ選抜チームにポルトガルから唯一選出され、「ポルトガルを代表してヨーロッパ選抜に選ばれたことを誇りに思う。」と語った。しかし、大会前に負傷し同胞のロメウ・リベイロが代わりに選出された。
スポルティングのトップチームでの出場機会が増えたため、U-19代表では7試合の出場に留まった。2007年11月16日、UEFA U-19欧州選手権2008予選のアイルランド代表戦で初ゴールを挙げ、試合にも2-1で勝利したが、ポルトガルは予選敗退となった。
2009年2月5日、U-21スイス代表との親善試合に向けたU-21代表に招集された。その試合では78分から途中出場した。UEFA U-21欧州選手権2011予選では9試合の内5試合に出場し、マケドニア代表戦ではゴールを挙げた。

### A代表
2014年10月11日、フェルナンド・サントス監督によってフランス代表との親善試合に向けたA代表に初めて選出された。フランス代表戦では出場機会が無かった。11月18日にオールド・トラッフォードで行われたアルゼンチン代表との親善試合でアンドレ・ゴメスとの交代で途中出場し、A代表デビューを果たした。
EURO2016のポルトガル代表メンバーに選出された。ラウンド16のクロアチア代表戦で大会初出場を果たした。
FIFAコンフェデレーションズカップ2017にも出場し、4試合に出場し、ポルトガル代表は3位になった。3位決定戦のメキシコ代表戦で初ゴールを挙げて、勝利に貢献した。
2018FIFAワールドカップも出場し、3試合に出場した。

## 代表歴

### 出場大会
- ポルトガル代表
  - 2018 FIFAワールドカップ

### 試合数
- 国際Aマッチ 26試合 1得点（2014年-2018年）[69]

| ポルトガル代表 | 国際Aマッチ | 国際Aマッチ |
| 年             | 出場        | 得点        |
| -------------- | ----------- | ----------- |
| 2014           | 1           | 0           |
| 2015           | 4           | 0           |
| 2016           | 10          | 0           |
| 2017           | 5           | 1           |
| 2018           | 6           | 0           |
| 通算           | 26          | 1           |

## タイトル

### クラブ
スポルティング・クルーベ・デ・ポルトゥガル
- タッサ・デ・ポルトガル : 2006-07, 2007-08, 2014-15
- スーペルタッサ・カンディド・デ・オリベイラ : 2007, 2008, 2015

マッカビ・ハイファFC
- イスラエル・プレミアリーグ : 2010-11

アカデミカ・コインブラ
- タッサ・デ・ポルトガル : 2011-12

### 代表
ポルトガル代表
- UEFA欧州選手権 : 2016